# Batalla de Potidea
La batalla de Potidea fue un conflicto armado que sucedió en las inmediaciones de dicha ciudad en el 432 a. C. en el que se enfrentaron atenienses y un ejército de corintios, potideatas, y otros aliados de la liga del Peloponeso. Es considerada por el historiador Tucídides, junto a la batalla de Síbota (433 a. C.), como uno de los catalizadores de la guerra del Peloponeso.
Durante la batalla, las fuerzas atenienses al mando del estratego Calias lograron imponerse sobre las, levemente menores en número, tropas corintias comandadas por Aristeo. La batalla tuvo lugar debido a la rebelión de varias ciudades tributarias de Atenas ubicadas en la península Calcídica, rebelión que fue instigada y apoyada por el rey macedonio Pérdicas II, quien tenía intereses en debilitar el poder ateniense por motivos políticos y en ganarse la amistad de la liga del Peloponeso. Una vez efectuada la rebelión, Corinto envió soldados voluntarios para apoyarla, y al intervenir Atenas en la zona, sucedió el combate.
A la batalla le siguió un largo y extenuante asedio que organizó Formión (al haber muerto Calias en el transcurso de la batalla). Se extendió hasta el año 429 a. C. y finalizó con la toma de Potidea por parte de Atenas.

## Contexto
Potidea fue una importante colonia corintia, fundada hacia el año 600 a. C. y ubicada en el istmo que une a Palene con la península Calcídica, pero se convirtió en miembro de la confederación de Delos al final de la invasión persa por lo que rendía tributo a Atenas. Tras la batalla de Síbota, Atenas exigió a Potidea que demoliera la muralla que daba a la península de Palene (de esta manera quedaría expuesta a un ataque por mar y facilitaría el control por parte de la flota ateniense), expulsara a los magistrados corintios y enviara rehenes. Los atenienses temían que Potidea se rebelara debido a la influencia corintia o del rey Pérdicas II de Macedonia, quien alentaba deserciones entre los aliados de Atenas en Tracia.
En efecto, los atenienses tomaron las precauciones mencionadas porque Corinto se mostraba abiertamente hostil después del conflicto en Corcira y Pérdicas II era enemigo de Atenas debido la alianza que esta ciudad había pactado con su hermano Filipo y su enemigo Derdas, quienes conspiraban en su contra. Para facilitar el conflicto en su país, Pérdicas buscó desestabilizar al imperio ateniense: envió embajadores a Esparta para incitar el estado de guerra y negoció la sublevación de algunos territorios cercanos como calcidea y Botiea. Los atenienses descubrieron las intrigas del rey macedonio y para prevenir la rebelión de sus aliados enviaron a Poitidea una flota de treinta trirremes y mil hoplitas bajo el mando de Arquéstrato. Esta expedición había sido destinada en un principio para atacar el territorio de Pérdicas, pero fue dirigida a Potidea para tomar los rehenes que había exigido, demoler la muralla y mantener vigiladas a las ciudades vecinas para prevenir posibles rebeliones.
Ante esta situación, los potideatas enviaron embajadores a Atenas para persuadirlos de que tomaran cualquier medida contra ellos y a Esparta para procurarse su apoyo ante cualquier necesidad. No lograron una respuesta favorable en Atenas, pero sí en Esparta, que prometió invadir el ática en el caso de que fueran atacados por los atenienses. A pesar de que esta promesa no se cumplió, dio pie a Potidea para pactar junto a los potideos y a los calcideos y sublevarse del dominio atenienses.
Cuando los comandantes de la flota ateniense que había sido redestinada desde Macedonia a Poitidea para prevenir su rebelión descubrieron que ya se había sublevado, decidieron volver a la costa macedonia para continuar la guerra contra Pérdicas II puesto que no les era posible luchar con tan solo mil hoplitas en los dos frentes.
Según Tucidides, ante la presencia de naves áticas en Macedonia, Corinto vio en peligro sus intereses en la región y envió una expedición de voluntarios conformada por mil seiscientos hoplitas y cuatrocientos soldados de infantería ligera a Potidea bajo el mando de Aristeo, quienes llegaron la ciudad 40 días después de iniciada la sublevación. Al mismo tiempo cuando Atenas se enteró de que las tropas de Aristeo iban en camino a Potidea, envió contra las ciudades rebeldes un nuevo ejército, constituido por dos mil hoplitas y cuarenta naves bajo el mando de Calias y otros cuatro estrategos. Las nuevas tropas atenienses se dirigieron primero a Macedonia, donde se acoplaron a los otros mil hombres de la expedición anterior que para ese momento habían tomado Terme y habían comenzado el asedio de Pidna, pero movidos por la necesidad de luchar contra las ciudades sublevadas firmaron con Pérdicas un pacto de paz temporal  y marcharon rumbo a la península Calcídica.

## Batalla

### Preludio
Las tropas atenienses, conformadas en ese momento por tres mil hoplitas liderados por Calias y seiscientos jinetes macedonios comandados por el hermano de Pérdicas y aliado de Atenas, Filipo, llegaron a pie a un pequeño emplazamiento llamado Gigono y acamparon. Las tropas corintias y potideatas ya habían acampado en el istmo de Palene, al mando de Aristeo la infantería y de Pérdicas (que ya había roto el tratado con Atenas) la caballería.
Aristeo buscó mantener a su ejército en el istmo mientras que sus aliados calcideos y a la caballería de Pérdicas se ubicarían en la ciudad de Olinto, para que de esta manera, si Calias los atacaba, las tropas de Olinto acudirían auxiliarlos y atraparían a los atenienses entre los dos ejércitos. Sin embargo, Calias y los otros estrategos previeron esta situación y enviaron a la caballería macedonia y a algunos soldados aliados hacia Olinto para prevenirla. Acto seguido levantaron el campamento y marcharon a Potidea y los ejércitos se enfrentaron.

### Combate
Comenzada la batalla, el ala de Aristeo y las tropas de élite de Corinto derrotaron a una sección de la línea ateniense y la persiguieron largo trecho mientras que los atenienses resultaron victoriosos contra el resto del ejército pelopenesio. Aristeo, al enterarse de la derrota del resto del ejército, dudó en el momento de elegir el camino por el cual regresar debido al contingente ateniense apostado cerca de Olinto. Decidió volver a lo largo de la costa con alguna dificultad, con la esperanza de evitar a la falange principal ateniense. Una fuerza de reserva de potideatas, localizada en la vecina polis de Olinto intentó ayudar a Aristeo, pero fueron derrotados. 
Los corintios y los potideatas perdieron unos 300 hombres y los atenienses unos 150, incluyendo a Calias. La caballería macedonia no se unió a la batalla. Finalizada la batalla los atenienses erigieron un trofeo y permitieron a los potideatas la recolección de los cadáveres de sus soldados.

## Asedio
Luego de la batalla, los atenienses permanecieron fuera de Potidea y construyeron una muralla para bloquear e iniciar el asedio de la ciudad. Como no eran suficientes para bloquear las dos salidas de la ciudad, fueron reforzados por otros mil seiscientos hoplitas comandados por Formión, quienes terminaron de amurallar la puerta sur de Potidea. Además, cortaron la salida al mar mediante un bloqueo naval.
Tucídides relata que Aristeo, el comandante corintio, propuso dejar en Potidea a un grupo de quinientos hombres para su defensa y que el resto huyera por mar. De esta manera, la ciudad aguantaría más tiempo el asedio al consumirse menos suministros. Sin embargo, la idea fue rechazada y Aristeo huyó de Potidea por su propia cuenta. Se unió a la lucha de otras ciudades sublevados de Calcidea y comandó un ataque contra la ciudad de Sermilia. En cuanto a Formión, saqueó con sus hoplitas varias localidades de la península durante el tiempo que duró el asedio.
Durante el bloqueo, representantes atenienses y espartanos se reunieron en Esparta, cuyo resultado de ello fue una declaración formal de guerra.
Sin embargo, este asedio mermó seriamente el tesoro ateniense, que supuso un gasto de mil talentos por año en este ataque. Esta, en combinación con la plaga que asoló a Atenas a principios de la década del 420 a. C., hizo el control de Pericles insostenible. La estrategia períclea de guarecerse detrás de los Muros Largos y depender de las pocas reservas que les quedaban volvieron desfavorables las conciencias de sus conciudadanos hacia el gran estadista ateniense.
Alcibíades y Sócrates estuvieron entre los soldados atenienses en esta batalla, en la cual el filósofo salvó la vida de su pupilo.
En el Museo Británico se conserva el epitafio referente a los muertos de la batalla de Potidea, que reza lo siguiente: «El éter recibió a sus almas, la tierra a sus cuerpos».

## Biografía consultada

### Fuente primaria
- Tucídides (1990). Historia de la Guerra del Peloponeso, Libros I-II. Madrid: Editorial Gredos,  Trad. y notas de J. J. Torres Esbarranch. Intr. general de J. Calonge. Rev.: E. Rodríguez Monescillo. ISBN 84-249-1443-0.

### Sobre Tucídides
- Cochrane, Charles Norris (1929). Thucydides and the Science of History. Oxford University Press. ISBN 0-674-99133-8.

- Mikalson, Jon D. (2003). Herodotus and Religion in the Persian Wars. University of North Carolina Press.